# Amila Glamočak
Amila Glamočak is een Bosnische zangeres. Ze heeft aan het Eurovisiesongfestival deelgenomen in 1996 voor haar vaderland Bosnië/Hercegovina. Met het lied 'Za našu ljubav' eindigde ze teleurstellend 22e met 13 punten. 
Daarna probeerde ze nog 2 keer (2001 & 2003) om haar land te vertegenwoordigen op het Eurovisiesongfestival maar faalde in de preselecties.
1993: Fazla · 
1994: Alma & Dejan · 
1995: Davor Popović · 
1996: Amila Glamočak · 
1997: Alma Čardžić · 
1999: Dino & Béatrice · 
2001: Nino Pršeš · 
2002: Maja Tatić · 
2003: Mija Martina · 
2004: Deen · 
2005: Feminnem · 
2006: Hari Mata Hari · 
2007: Marija Šestić · 
2008: Laka · 
2009: Regina · 
2010: Vukašin Brajić · 
2011: Dino Merlin · 
2012: Maya Sar · 
2016: Dalal & Deen feat. Ana Rucner & Jala